# Reusatjärnen
Reusatjärnen är en sjö i Jokkmokks kommun i Lappland och ingår i Luleälvens huvudavrinningsområde. Sjön har en area på 0,0573 kvadratkilometer och ligger 427,9 meter över havet.

## Delavrinningsområde
Reusatjärnen ingår i det delavrinningsområde (740265-167945) som SMHI kallar för Mynnar i Vajkijaure. Medelhöjden är 313 meter över havet och ytan är 16,76 kvadratkilometer. Räknas de 4 avrinningsområdena uppströms in blir den ackumulerade arean 57,34 kvadratkilometer. Stormyrbäcken som avvattnar avrinningsområdet har biflödesordning 3, vilket innebär att vattnet flödar genom totalt 3 vattendrag innan det når havet efter 183 kilometer. Avrinningsområdet består mestadels av skog (55 procent) och sankmarker (41 procent). Avrinningsområdet har 0,06 kvadratkilometer vattenytor vilket ger det en sjöprocent på 0,3 procent.